# Bomba Jabsco

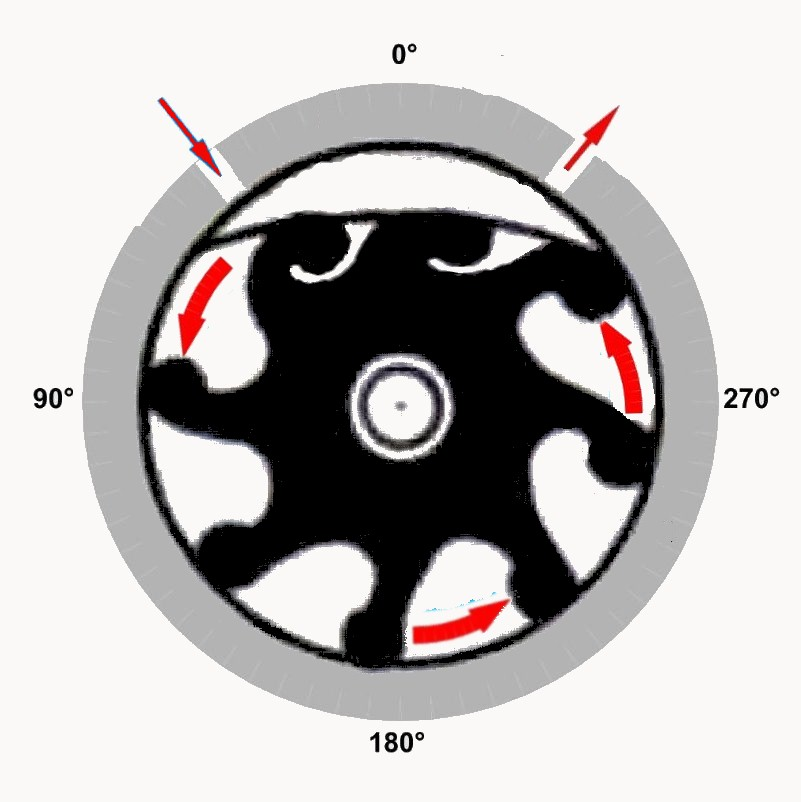
Representación esquemática de una bomba de palas de neopreno. En la parte superior izquierda se puede ver el tubo de entrada del fluido, mientras que en la derecha se puede ver el tubo de salida.

Una bomba Jabsco, bomba de palas de neopreno o bomba auto-cebante de palas de neopreno, es un tipo de bomba que se utiliza normalmente para la manipulación de líquidos. Se utilizan principalmente cuando se debe bombear agua u otro líquido. En este tipo de bombas, el fluido es succionado de forma continua, con una capacidad en función del tamaño de la bomba y de la velocidad de giro del impulsor de neopreno.

## Características
Consta de un compartimento cilíndrico con un deflector postizo que lo convierte en óvalo. En el interior del cilindro gira un impulsor con palas radiales de neopreno, cuyo movimiento de giro asegura la formación de unas cámaras de volumen variable con la pared del compartimento. Dado que el impulsor se encuentra en una posición no central, se produce la formación de cámaras (delimitadas por las palas del impulsor) de volumen variable, entre las cuales pasa el fluido, que las palas succionan del agujero de entrada y empujan hacia el agujero de salida.

## Historia
Las primeras bombas autocebantes de palas de neopreno se remontan a una patente de 1953 concedida a Jabsco. La patente de EE. UU. núm. 422.191 para una "self-priming neoprene pump". En 1982 se concedió otra patente a Jabsco UK (1982-12-23, Priority to GB08205279A) ampliando a 16 el número de palas del impulsor de neopreno.
En el mundo náutico, ha ido quedando el término "Jabsco Pump" como término genérico para este tipo de bombas, ya que, a partir de la caducidad de las patentes, aparecieron otros fabricantes de bombas y repuestos, no sólo semejantes, sino incluso, compatibles con Jabsco, como Johnson (Örebro), suministrador de Volvo Penta, Yanmar y otros, Solé Diesel (Martorell), para sus motores, etc.

## Motores marinos
La forma única del impulsor de neopreno girando dentro de la cavidad oval hacen que esta bomba sea completamente autocebante y pueda bombear automáticamente el agua necesaria para refrigerar el motor de una embarcación, incluso si la bomba está montada por encima del nivel de agua, ya que se crea un vacío en la unidad que succiona el agua desde cualquier nivel y desde entornos tan variados como pueden ser: el mar, un lago o un arroyo.

## Agua potable
La unidad de palas de neopreno se puede utilizar con cualquier depósito de almacenamiento de agua potable ya que aplica al circuito de distribución de agua una presión equivalente a la fuerte depresión con que succiona el agua del depósito y no es necesario ningún tanque de presión ni ningún sistema compresor de aire. El sistema es fácil de instalar; si se necesita agua caliente instantánea, basta con conectar la salida de la bomba de palas con un calentador de agua.